# Erzbistum Gitega
Das Erzbistum Gitega (lat.: Archidioecesis Kitegaënsis) ist eine in Burundi gelegene römisch-katholische Erzdiözese mit Sitz in Gitega. 

## Geschichte

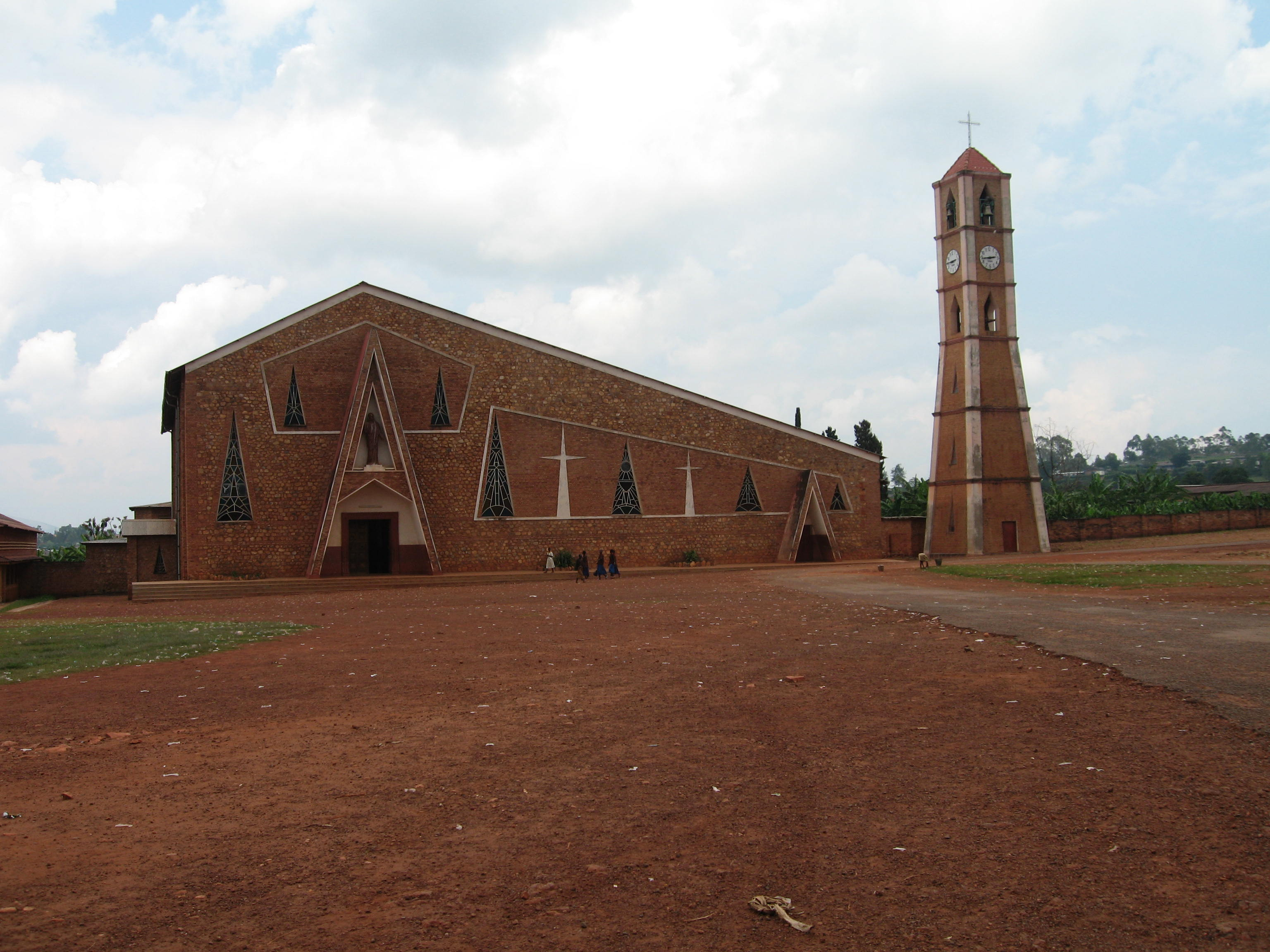
Kathedrale Christ Roi in Gitega

Das Erzbistum Gitega wurde am 12. Dezember 1912 durch Papst Pius X. aus Gebietsabtretungen der Apostolischen Vikariate Victoriasee und Unianyembé als Apostolisches Vikariat Kivu errichtet. 1921 wurde das Apostolische Vikariat Kivu in Apostolisches Vikariat Urundi und Kivu umbenannt. Das Apostolische Vikariat Urundi und Kivu wurde am 25. April 1922 in Apostolisches Vikariat Urundi umbenannt. Am 14. Juli 1949 gab das Apostolische Vikariat Urundi Teile seines Territoriums zur Gründung des Apostolischen Vikariates Ngozi ab. Das Apostolische Vikariat Urundi wurde am 14. Juli 1949 in Apostolisches Vikariat Kitega umbenannt. Am 11. Juni 1959 gab das Apostolische Vikariat Kitega Teile seines Territoriums zur Gründung des Apostolischen Vikariates Usumbura ab.
Das Apostolische Vikariat Kitega wurde am 10. November 1959 durch Papst Johannes XXIII. mit der Apostolischen Konstitution Cum parvulum zum Erzbistum erhoben und in Erzbistum Gitega umbenannt. Am 6. Juni 1961 gab das Erzbistum Gitega Teile seines Territoriums zur Gründung des Bistums Bururi ab. Eine weitere Gebietsabtretung erfolgte am 13. April 1973 zur Gründung des Bistums Ruyigi.

## Ordinarien

### Apostolische Vikare von Kivu
- Jean-Joseph Hirth MAfr, 1912–1920

### Apostolische Vikare von Urundi
- Julien-Louis-Edouard-Marie Gorju MAfr, 1922–1936
- Antoine-Hubert Grauls MAfr, 1936–1949

### Apostolische Vikare von Kitega
- Antoine-Hubert Grauls MAfr, 1949–1959

### Erzbischöfe von Gitega
- Antoine-Hubert Grauls MAfr, 1959–1967
- André Makarakiza MAfr, 1968–1982
- Joachim Ruhuna, 1982–1996
- Simon Ntamwana, 1997–2022
- Bonaventure Nahimana, seit 2022